# François de La Mothe Le Vayer (1588-1672)
François de la Mothe Vayer (París, 1588 - 6 de maig de 1672), va ser un escriptor francés.
Descendia d'una família noble de Maine. El seu pare era advocat al Parlament de París, autor d'un tractat sobre les funcions dels ambaixadors anomenat Legatus, seu De legatorurn privilegiis, officio et munere libellus (1579), i va fer ilustracions, principalment d'Història Antiga.François va succeir el seu pare al Parlament però deixà el càrrec al voltant de 1647 per a dedicar-se a viajtar i a les belles arts.
Fou admès a l'Acadèmia el 14 febrer de 1639 pel seu treball Considérations sur l'éloquence française. El seu De l'instruction de Mgr. le Dauphin (1640) va cridar l'atenció de Richelieu. En 1649, Anna d'Àustria li confià l'educació del seu segon fill la finalització de la de Lluis XIV, la qual considerava molt deficient. Com a resultat d'aquestes tasques, va escriure una série de llibres: Géographie, Rhétorique, Morale, Économique, Politique, Logique i Physique du prince (1651-1658). El rei va premiar el seu tutor amb el càrrec d'historiador de França i conseller d'estat.
La Mothe Le Vayer va morir a París.
Modest, escèptic i a voltes obscé als seus escrits en llatí, es va fer popular en la cort francesa on el libertinisme en les idees i la moral era benvingut. A més dels seus traballs educatius, va escriure Jugement sur les anciens et principaux historians grecs et latins (1646): un tractac anomenat Du peu de certitude qu'il y a en histoire (1668) que és considerat un dels inicis del criticisme històric a França; i l'obra escèptica Dialogues, publicada pòstumament sota el pseudònim de Orosius Tubero. Una edició incompleta de les seues obres es va publicar a Dresden en 1756-1759.